# Apodemus argenteus
Apodemus argenteus (Аподемус японський) — вид роду Apodemus.

## Середовище проживання
Ендемік Японії. Живе на висотах від рівня моря до більш ніж 2500 м над рівнем моря. Воліє жити у зрілих лісах з товстим шаром листя. 

## Звички
Це напівдеревний вид. 

## Загрози та охорона
Немає серйозних загроз для виду. Присутній у численних охоронних територіях.